# Urbana (Illinois)
Urbana és una població dels Estats Units a l'estat d'Illinois. Segons el cens del tenia 39.484 habitants.

## Demografia
Segons el cens del 2000, Urbana tenia 36.395 habitants, 14.327 habitatges, i 6.217 famílies. La densitat de població era de 1.339,6 habitants/km².
Dels 14.327 habitatges en un 20,1% hi vivien nens de menys de 18 anys, en un 32,2% hi vivien parelles casades, en un 8,7% dones solteres, i en un 56,6% no eren unitats familiars. En el 36,6% dels habitatges hi vivien persones soles el 8,1% de les quals corresponia a persones de 65 anys o més que vivien soles. El nombre mitjà de persones vivint en cada habitatge era de 2,14 i el nombre mitjà de persones que vivien en cada família era de 2,83.
Per edats la població es repartia de la següent manera: un 14,9% tenia menys de 18 anys, un 36,2% entre 18 i 24, un 26,4% entre 25 i 44, un 13,2% de 45 a 60 i un 9,3% 65 anys o més.
L'edat mediana era de 25 anys. Per cada 100 dones de 18 o més anys hi havia 111,7 homes.
La renda mediana per habitatge era de 27.819 $ i la renda mediana per família de 42.655 $. Els homes tenien una renda mediana de 32.827 $ mentre que les dones 26.349 $. La renda per capita de la població era de 15.969 $. Aproximadament el 13,3% de les famílies i el 27,3% de la població estaven per davall del llindar de pobresa.

## Poblacions més properes
El següent diagrama mostra les poblacions més properes.

## Fills il·lustres
- Robert W. Holley (1922 - 1993) bioquímic, Premi Nobel de Medicina o Fisiologia de l'any 1968.